# Michael Beasley
Michael Paul Beasley, Jr. (Frederick, Maryland; 9 de enero de 1989) es un jugador de baloncesto estadounidense que actualmente se encuentra sin equipo. Con 2,08 metros de estatura, juega en la posición de alero.

## Trayectoria deportiva

### High School
Jugó sus cuatro años de instituto en cuatro colegios diferentes de otras tantas ciudades, con un balance total de 138 victorias por tan solo 5 derrotas. Tras promediar 28 puntos y 16 rebotes en su último año, la web Rivals.com lo eligió como el número 1 entre los jugadores de instituto del país. Jugó en el McDonald's All-American Team, y fue incluido en la selección de Estados Unidos que participó en el Campeonato FIBA Américas de 2006 sub-18, donde consiguió promediar 13,8 puntos y 8,3 rebotes por partido.

### Universidad
Jugó una única temporada con los Wildcats de la Universidad de Kansas State, pero le bastó para demostrar que estaba preparado para dar el salto a profesionales. Promedió 26,2 puntos y lideró el país con 12,4 rebotes por partido, cifra que es la mayor lograda nunca por un jugador de la Big 12 Conference. Sus 866 puntos y 408 rebotes totales supusieron la tercera y segunda mejor marca conseguida por un novato en toda la historia de la NCAA. Lideró también el país en dobles-dobles, con 28, superando la mejor cifra de la historia para un rookie que poseía Carmelo Anthony en su única temporada en Syracuse.
Fue el segundo jugador de la historia de los Wildcats en conseguir ser elegido en el primer equipo All-American por la Associated Press tras Bob Boozer, siendo elegido en la misma temporada mejor novato y MVP de la Big 12 Conference.
El 14 de abril de 2008, anunció su intención de presentarse al Draft de la NBA, renunciando a los 3 años que le quedaban como universitario.

#### Estadísticas
| Año     | Equipo       | PJ | PT | MPP  | %TC  | %3P  | %TL  | RPP  | APP | ROB | TPP | PPP  |
| ------- | ------------ | -- | -- | ---- | ---- | ---- | ---- | ---- | --- | --- | --- | ---- |
| 2007–08 | Kansas State | 33 | 33 | 31.5 | .532 | .379 | .774 | 12.4 | 1.2 | 1.3 | 1.6 | 26.2 |

### Profesional

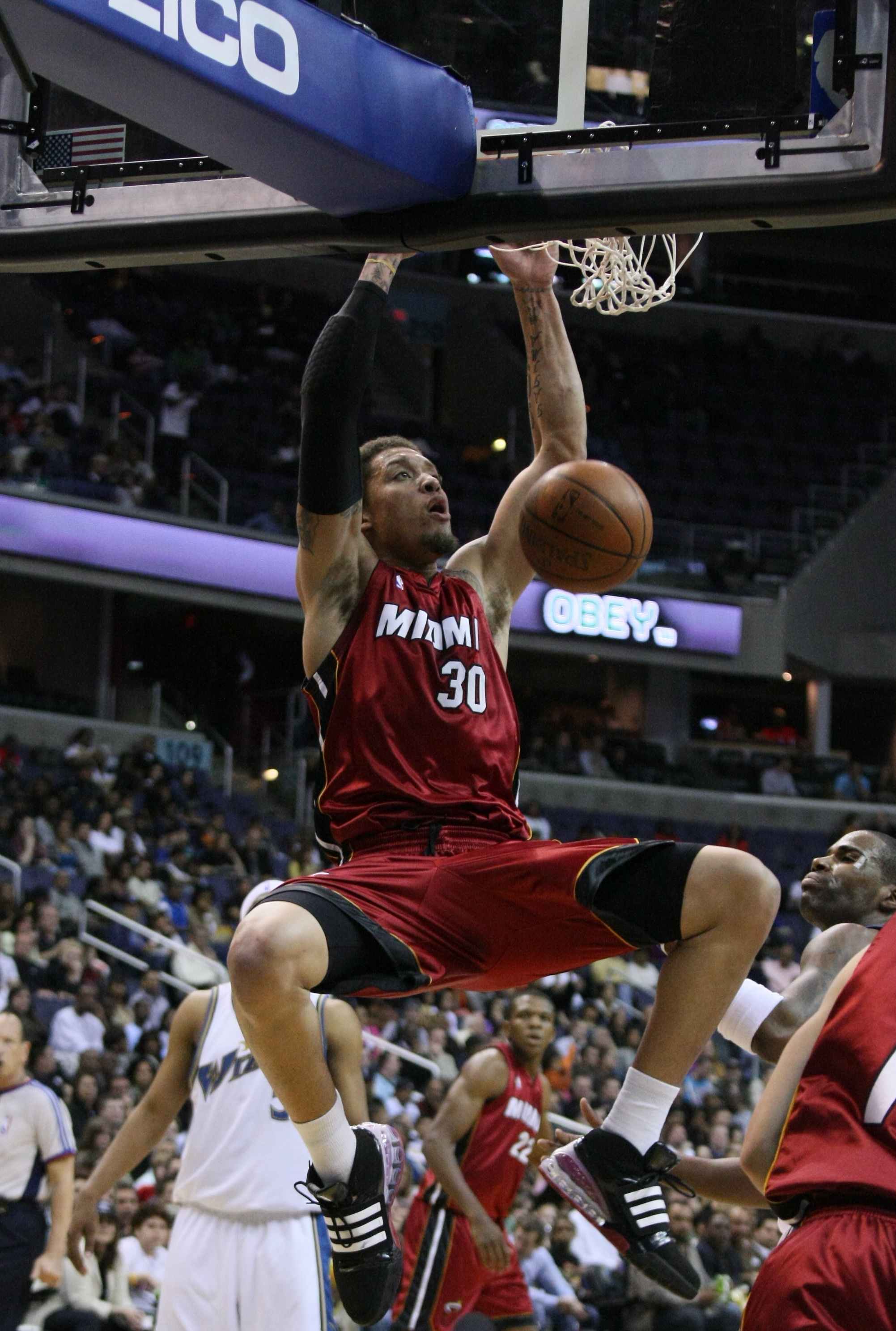
Beasley con los Heat en 2009.

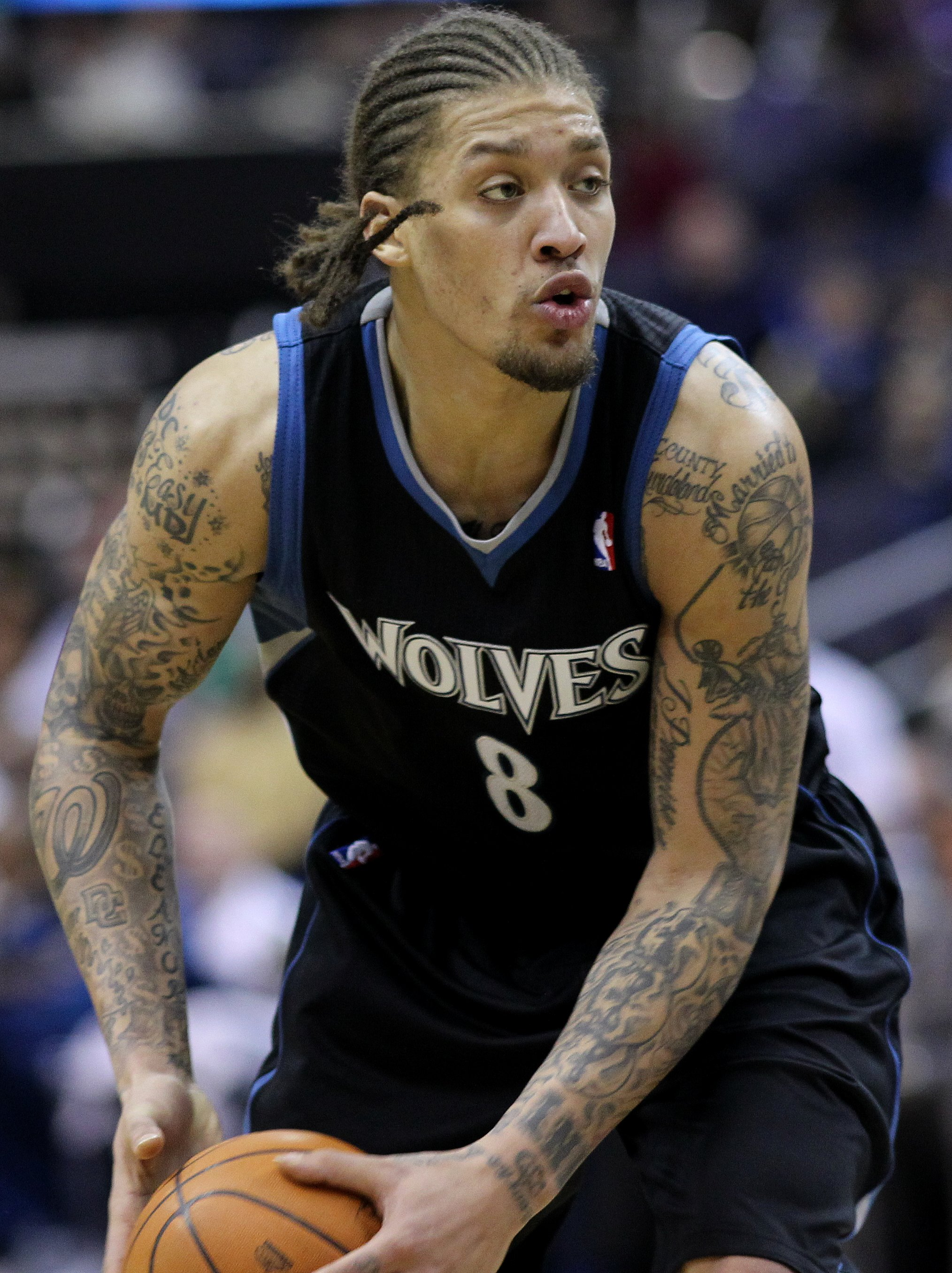
Beasley con los Timberwolves en 2011.

Fue elegido en la segunda posición del Draft de la NBA de 2008 por Miami Heat, y firmó con el equipo el 2 de julio de 2008. En su debut en las Ligas de Verano de la NBA, Beasley anotó 28 puntos y capturó 9 rebotes en 23 minutos de juego. Finalizó segundo en la liga en promedio de rebotes y tercero en anotación. En su primer partido de pretemporada con los Heat, Beasley aportó 16 puntos ante Detroit Pistons, seguido de dos destacadas actuaciones frente a New Jersey Nets (21 puntos y 7 rebotes, y 12 puntos y 11 rebotes) en París y Londres.
En su debut en la NBA, los Heat cayeron ante New York Knicks con 9 puntos de Beasley. En los siguientes nueve encuentros superó la barrera de los 10 puntos, incluida una actuación de 25 puntos ante Charlotte Bobcats el 1 de noviembre. Beasley disputó el Rookie Challenge y fue incluido en el mejor quinteto de rookies de la temporada al final de la misma, tras promediar 13.9 puntos y 5.4 rebotes en 81 partidos, 19 de ellos como titular.
Tras la eliminación de los Heat en primera ronda de playoffs a manos de Atlanta Hawks, se informó que Beasley, junto con su compañero Chalmers, fue multado en varias ocasiones durante la temporada por violaciones de la política de equipo.
El 8 de julio de 2010, Beasley fue traspasado a Minnesota Timberwolves a cambio de una segunda ronda de draft de 2011.
El 20 de julio de 2012, Beasley firmó un contrato de tres años y 18 millones de dólares con Phoenix Suns.
En septiembre de 2013, Beasley firmó su regreso con los Miami Heat.
Sale del Miami Heat y se va a jugar a la Chinese Basketball Association donde hace historia anotando 59 puntos y tomando 11 rebotes en el All Star Game.
A finales de febrero del 2015 regresa por tercera vez a Miami Heat. Jugando un total de 24 partidos promediando 8.8 puntos por juego, 43.4% en tiros de campo, 3.7 en rebotes y 0.7 en asistencias. El 28 de junio de 2015, Miami Heat no ejerce su opción y corta a Beasley.
El 8 de agosto de 2017 llegó a un acuerdo con la franquicia de los New York Knicks.
El 23 de julio de 2018 Beasley firma con Los Angeles Lakers.
El 7 de febrero de 2019, Beasley es traspasado junto a Ivica Zubac a Los Angeles Clippers, a cambio de Mike Muscala. Pero fue cortado por los Clippers dos días después.
Por lo que, el 20 de febrero de ese mismo año, decide volver a China y firma con los Guangdong Southern Tigers de la CBA.
El 10 de agosto de 2019, firma un contrato de un año con Detroit Pistons, con los que no llega a debutar.
El 8 de julio de 2020, firma por los Brooklyn Nets, de cara la reanudación de la temporada 2019-20 en Orlando. Sin embargo, su contrato fue anulado cuando dio positivo por COVID-19.
Tras una temporada sin equipo, el 1 de julio de 2021 se anuncia que Beasley diputará la Summer league con los Portland Trail Blazers. Pero finalmente, en octubre de 2021, se une a los Cangrejeros de Santurce de la BSN puertorriqueña.
El 5 de junio de 2022 firma con los Shanghai Sharks de la CBA.

## Estadísticas de su carrera en la NBA

### Temporada regular
| Año     | Equipo      | PJ  | PT  | MPP  | %TC  | %3P  | %TL  | RPP | APP | ROB | TPP | PPP  |
| ------- | ----------- | --- | --- | ---- | ---- | ---- | ---- | --- | --- | --- | --- | ---- |
| 2008-09 | Miami       | 81  | 19  | 24.8 | .472 | .407 | .772 | 5.4 | 1.0 | .5  | .5  | 13.9 |
| 2009-10 | Miami       | 78  | 78  | 29.8 | .450 | .275 | .800 | 6.4 | 1.3 | 1.0 | .6  | 14.8 |
| 2010-11 | Minnesota   | 73  | 73  | 32.3 | .450 | .366 | .753 | 5.6 | 2.2 | .7  | .7  | 19.2 |
| 2011-12 | Minnesota   | 47  | 7   | 23.1 | .445 | .376 | .642 | 4.4 | 1.0 | .4  | .4  | 11.5 |
| 2012-13 | Phoenix     | 75  | 20  | 20.7 | .405 | .313 | .746 | 3.8 | 1.5 | .4  | .5  | 10.1 |
| 2013-14 | Miami       | 55  | 2   | 15.1 | .499 | .389 | .772 | 3.1 | .7  | .4  | .4  | 7.9  |
| 2014-15 | Miami       | 24  | 1   | 21.0 | .434 | .235 | .769 | 3.7 | 1.3 | .6  | .5  | 8.8  |
| 2015-16 | Houston     | 20  | 0   | 18.2 | .522 | .333 | .776 | 4.9 | .8  | .6  | .5  | 12.8 |
| 2016-17 | Milwaukee   | 56  | 6   | 16.7 | .533 | .419 | .743 | 3.4 | .9  | .5  | .5  | 9.4  |
| 2017-18 | New York    | 74  | 30  | 22.3 | .507 | .395 | .780 | 5.6 | 1.7 | .5  | .6  | 13.2 |
| 2018-19 | L.A. Lakers | 26  | 2   | 10.7 | .490 | .176 | .718 | 2.3 | 1.0 | .3  | .4  | 7.0  |
| Total   | Total       | 609 | 238 | 22.8 | .465 | .347 | .759 | 4.7 | 1.3 | .6  | .5  | 12.4 |

### Playoffs
| Año   | Equipo    | PJ | PT | MPP  | %TC  | %3P  | %TL  | RPP | APP | ROB | TPP | PPP  |
| ----- | --------- | -- | -- | ---- | ---- | ---- | ---- | --- | --- | --- | --- | ---- |
| 2009  | Miami     | 7  | 0  | 25.4 | .386 | .308 | .765 | 7.3 | 1.0 | .3  | 1.0 | 12.1 |
| 2010  | Miami     | 5  | 5  | 27.0 | .449 | .500 | .778 | 5.8 | .6  | .8  | .0  | 10.4 |
| 2014  | Miami     | 4  | 0  | 5.8  | .500 | .000 | .333 | 1.0 | .5  | .0  | .0  | 2.8  |
| 2016  | Houston   | 5  | 0  | 16.0 | .478 | .333 | .857 | 4.2 | .6  | .2  | .0  | 10.4 |
| 2017  | Milwaukee | 4  | 0  | 12.0 | .350 | .600 | .000 | 2.3 | .3  | .3  | .3  | 4.3  |
| Total | Total     | 25 | 5  | 18.6 | .423 | .385 | .675 | 4.6 | .6  | .3  | .3  | 8.7  |

## Vida privada
Es hijo de Fátima Smith y Michael Beasley Sr. Su madre falleció de cáncer en diciembre de 2018.
Tiene dos hermanos, Leroy y Malik, y dos hermanas más pequeñas, Mychaela y Tiffany. 
Pasó sus primeros años de vida en San Luis (Misuri), antes de trasladarse con su familia al Condado de Prince George (Maryland).
Con 19 años, en mayo de 2009, nació su primera hija, Mikaiya Zenee Beasley. Luego vino Michael III, nacido en noviembre de 2010.